# Aulichthys japonicus
Aulichthys japonicus is een  straalvinnige vissensoort uit de familie van zandalen (Hypoptychidae). De wetenschappelijke naam van de soort is voor het eerst geldig gepubliceerd in 1862 door Brevoort.